# Sylvie Nogler
Sylvie Nogler (* 3. August 1958 in Innsbruck) ist eine österreichische Schauspielerin und Synchronsprecherin.

## Leben und Wirken
Eine Schauspielausbildung absolvierte sie von 1983 bis 1986 am Tiroler Landestheater Innsbruck, wo sie des Öfteren auf der Theaterbühne stand. Darauf folgten Theaterauftritte am Altstadt-Theater Berlin und einige Tourneen in Deutschland und Österreich.
Ihr Debüt gab sie 1986 unter der Regie von Christian Wohlfahrt als Alkoholsüchtige im Kinofilm Ohnmacht, durch den sie als Schauspielerin bekannt wurde. Seit den 1990er Jahren ist sie vorrangig in Nebenrollen in Film und Fernsehen zu sehen, so zum Beispiel in Gesucht wird Ricki Forster, Gute Zeiten, schlechte Zeiten, Großstadtrevier, Tatort oder Eine Lüge zuviel.
Als Synchronsprecherin lieh sie unter anderem der von Ashley Gardner gespielten Pinky in der beliebten Reihe Drew Carey Show ihre Stimme oder der von Catherine Sutherland gespielten Katherine in den Power Rangers-Produktionen. Weitere Rollen sprach sie in den Serien Die fliegenden Ärzte, Liberty Street, Jeanne die Kamikaze Diebin (Maron Kusakabe),  Wedding Peach  (Hinagiku Tamano/Engel Daisy) und City Life sowie in Hörbüchern oder Hörspielen, zu denen Point Whitmark, Wendy und Tom & Locke gehören.
Sylvie Nogler war von 2003 bis 2015 feste Station Voice bei Alsterradio (jetzt Rockantenne Hamburg) sowie seit 2013 auch Sprechtrainerin für Moderatoren und Volontäre, unter anderem für Rockantenne Bayern und Rockantenne Österreich. Außerdem ist sie regelmäßig als Stimme diverser Charaktere auf CD-ROMs zu hören. 
Nogler lebte von 1998 bis 2022 in Hamburg. 2023 zog sie wieder zurück nach Innsbruck und arbeitet dort seitdem als Kabarettistin mit ihrem eigenen Soloprogramm.

## Werke
- 1986: Ohnmacht (Fernsehfilm)
- 1987: Dornröschen (Badische Kammerschauspiele)
- 1990: Gesucht wird Ricki Forster
- 1993: Piefke-Saga
- 1994: Benjamin Blümchen (1 Folge) (Zeichentrickserie – Stimme)
- 1994: Wendy: Der Pferdedieb (Hörspielrolle)
- 1995: General Hospital
- 1995: Rosa Roth: Lügen
- 1997: Liberty Street
- 1998: Eine Lüge zuviel (Fernsehfilm)
- 1998: Winnetous Rückkehr (1. und 2. Teil) (Fernsehproduktion)
- 1998: Polizeiruf 110 – Rasputin
- 1999: Tatort – Traumhaus
- 2001: Großstadtrevier: Immer wenn es Nacht wird
- 2001: Jeanne, die Kamikaze-Diebin (Zeichentrickserie, Stimme)
- 2001: Wedding Peach: Hinagiku Tamano / Engel Daisy (Zeichentrickserie, Stimme)
- 2002: Mona der Vampir (Zeichentrickserie, Stimme)
- 2004: Küss mich, Kanzler (Fernsehfilm)
- 2004: Flusi, das Sockenmonster. Die Bommels brausen los & Wie verhext (Hörbuchsprecherin)
- 2005: Eine Sockenparty für Flusi & weitere Geschichten (Hörbuchsprecherin)
- 2006: Little Amadeus (Fernsehserie) (unbekannte Anzahl Folgen)
- 2006: Rose unter Dornen (Fernsehfilm)
- 2006: Die fabelhaften Monsterakten der furchtlosen Minerva McFearless (Hörbuchsprecherin)
- 2007: Notruf Hafenkante: Familiengeheimnisse
- 2008: Tatort – Salzleiche
- 2008: Der Landarzt (Pilotfilm)
- 2009: Pico, ein Pinguin auf großer Fahrt (Lesung Buchhandlung Heymann Hamburg)
- 2011: Stubbe – Von Fall zu Fall: Begleiterinnen
- 2011: Des Teufels Kinder (Trickfilm)